# Lotus Elise

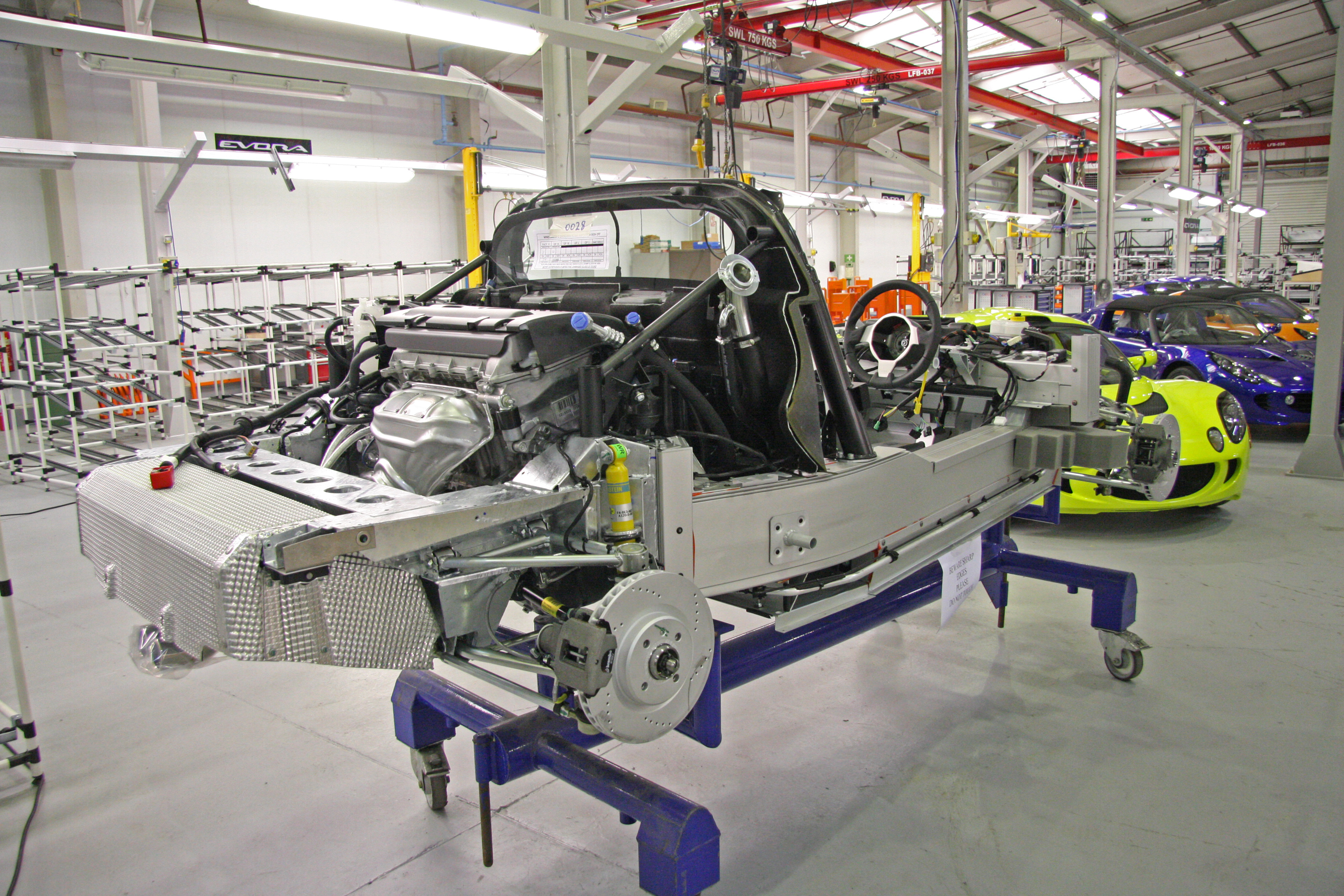
Elise ohne Karosserie

Die Lotus Elise ist ein Sportwagen von Lotus Cars.

## Geschichte
Der Wagen wurde erstmals 1995 auf der Internationalen Automobil-Ausstellung in Frankfurt am Main gezeigt. Das Konzept war ungewöhnlich: Geringe Abmessungen, ein kleiner Mittelmotor und der Verzicht auf jeglichen Komfort ergaben in Verbindung mit hochwertiger Leichtbauweise einen Sportwagen mit exzellenten Fahrleistungen zum halben Preis eines Porsche 911. Die Elise steht damit weniger in der Tradition klassischer Roadster, sondern folgt dem Motto des Firmengründers Colin Chapman „First take simplicity, then add lightness“.
Innovatives Kernelement der Elise ist ihr Fahrgestell, das vom Lotus-Mitarbeiter Richard Rackham konzipiert, bei Lotus zur Serienreife entwickelt und vom dänischen Zulieferer Hydro Aluminium produziert wurde. Es besteht aus einer Aluminiumlegierung, wiegt lediglich 65 kg und die einzelnen Bleche und Profile sind nicht durch Schweißen, sondern durch Kleben und Nieten zusammengefügt, wobei die Niete die Schälbeanspruchung („peeling stress“) von den Klebestellen fernhalten und so ein Abreißen an den viskosen Klebestellen verhindern. Die Karosserie der Elise besteht aus glasfaserverstärktem Kunststoff. Eine geschlossene, vom Rennsport abgeleitete Variante wird als Exige angeboten.
Lotus verwendete für die Ausstattung zahlreiche Standardbauteile anderer Hersteller. Lenkstockschalter, Fensterkurbeln und innere Türgriffe verwendet auch Vauxhall/Opel, die Schalter für Nebenfunktionen und die Heizungsregulierung Peugeot. Die Instrumententafel stammt vom Motorsportlieferanten Stack.
Namensgeber der Elise war Elisa, die Enkelin von Romano Artioli, dem Vorstandsvorsitzenden zum Zeitpunkt der Erstvorstellung und damaligen Inhaber von Lotus.
Der Markterfolg des Fahrzeugs übertraf die Erwartungen des Herstellers bei weitem und führte zu Lieferzeiten von weit über einem Jahr.
2021 präsentierte Lotus den Emira. Er stellt das Nachfolgemodell von Elise, Exige und Evora dar. Insgesamt wurden 35.124 Elise produziert.

## Serie 1 (1996–2000)

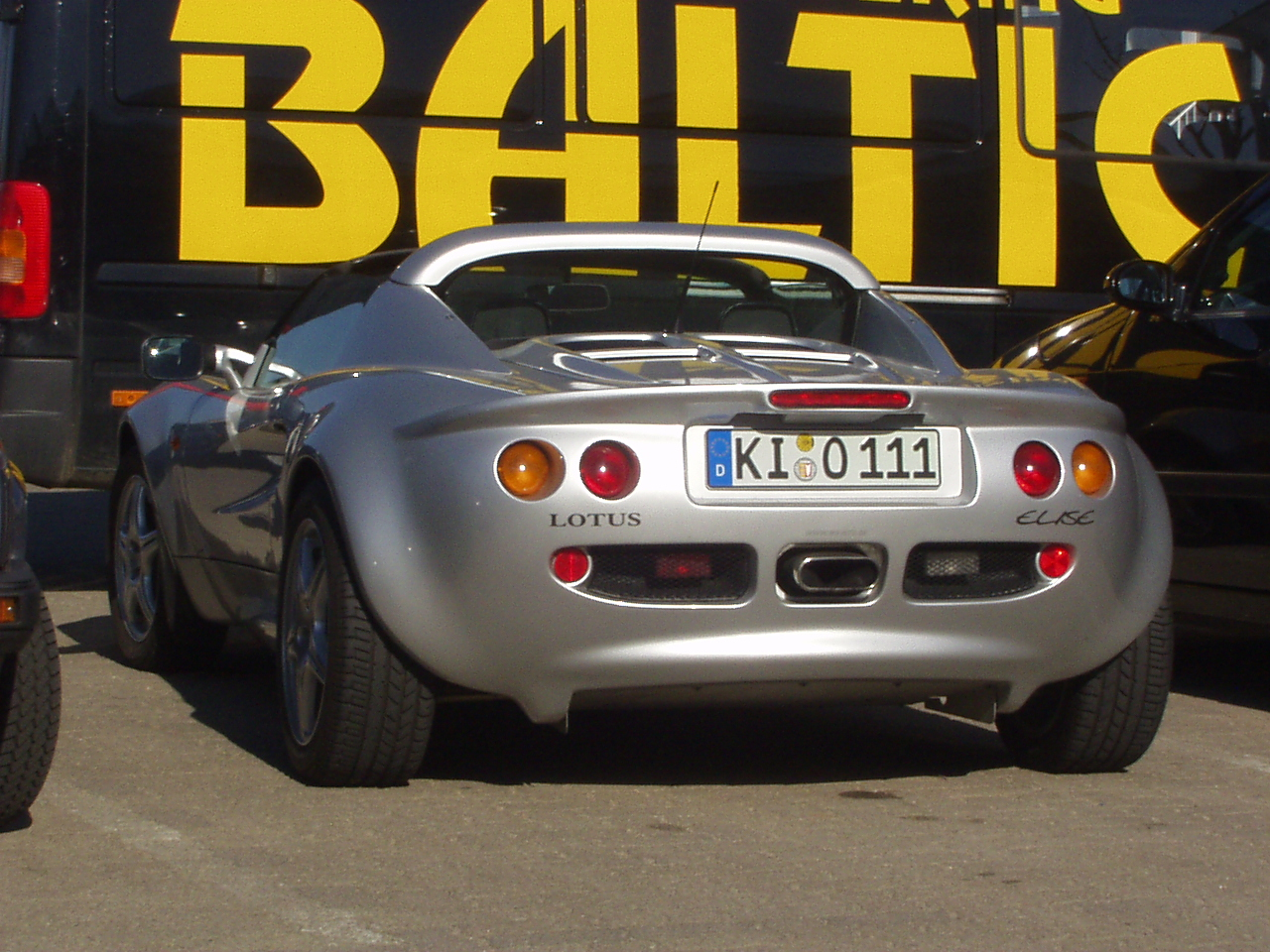
Elise S1 Heckansicht

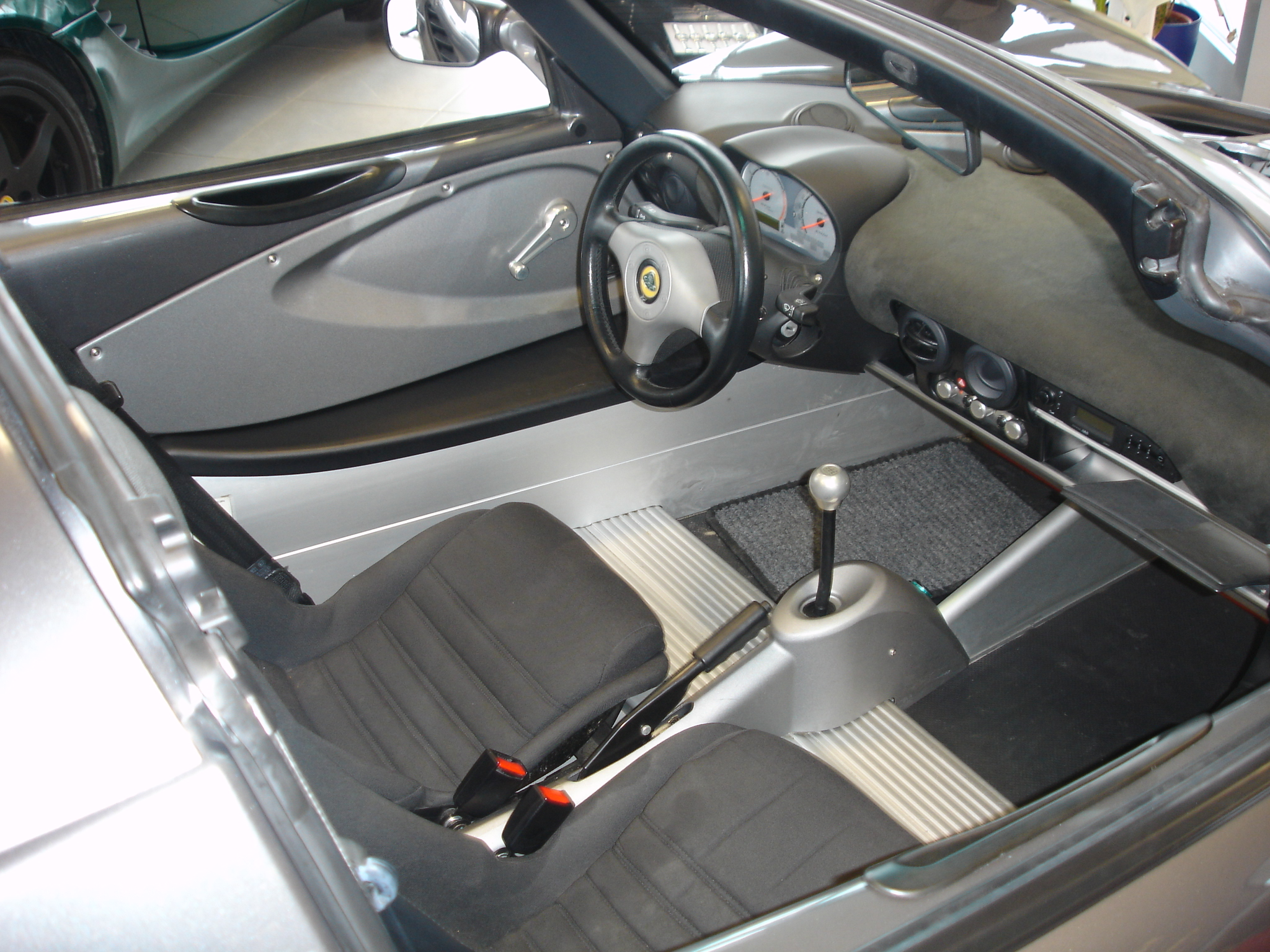
Innenraum einer Elise

Die Elise S1, die ab 1996 verkaufte erste Serie der Elise, war ein Verkaufsschlager. Sie wurde mit dem verbreiteten 1,8-Liter-Motor aus der K-Serie der MG Rover Group geliefert. In der Standardausführung Elise 111 leistet der Vierzylinder 90 kW (122 PS). Diese Fahrzeuge waren anfangs zur weiteren Gewichtseinsparung mit Bremsscheiben aus einem Aluminium-Keramik-Materialmix ausgestattet, die sehr teuer in der Herstellung, aber auch sehr leicht waren.
Ab 1998 war die Elise 111S lieferbar, deren Motor mit variabler Ventilsteuerung ausgerüstet ist und 107 kW (145 PS) leistet. Diese Fahrzeuge waren stets mit Bremsscheiben aus Grauguss ausgestattet, da die Leichtbaubremsen des Standardmodells für die Fahrleistungen als nicht angemessen erachtet wurden. Kurz danach wurden diese Bremsen zur Serienausstattung aller Versionen.
Durch den unerwartet guten Verkaufserfolg der ersten Serie hatte Lotus gegenüber Zulieferern eine neue Verhandlungsposition und konnte so für die zweite Serie eine Reihe von modellspezifischen Entwicklungen durchsetzen. Die zweite Serie hatte beispielsweise Stoßdämpfer, deren Abstimmung speziell für die Elise angepasst war, während die erste Serie noch mit einer vorhandenen Standardauslegung auskommen musste. Auch produzierte Yokohama besondere Reifen mit auf die Elise abgestimmter Gummimischung.
Lotus bot auch einige Sondermodelle mit Motoren höherer Leistung an. Zwischen 1998 und der Einstellung der S1 im Jahr 2000 gab es folgende Sondereditionen:
- Elise Sport 135 mit 100 kW (136 PS)
- Elise Sport 160 mit 116 kW (158 PS)
- Elise Sport 190 mit 141 kW (192 PS)

Diese Modelle sind zusätzlich am Fahrwerk und an der Karosserie modifiziert, um der höheren Leistung gerecht zu werden.
Gebaute Stückzahlen:
- 1995/1996: 16 pre-production
- 1996: 425 (alles 111er)
- 1997: 2.155 (alles 111er)
- 1998: 3.032 (2.982 111er, 50 135er)
- 1999: 3.164 (davon 1.973 111er, 1.148 111S, 35 135er und 8 Motorsport)
- 2000: 1.775 (davon 1.111 111er, 335 111S, 28 Motorsport und 301 160er)
- 2001: ca. 10 (alles 160er)

Gesamtstückzahlen:
- 8.741 Elise
- 1.483 Elise 111S
- 36 Motorsport-Elisen
- 311 Elise 160/S160

Sondermodelle (49er, JPS, Millenium, 50th etc.) sind in den Stückzahlen der Typen enthalten.

## Serie 2 (2000–2010)

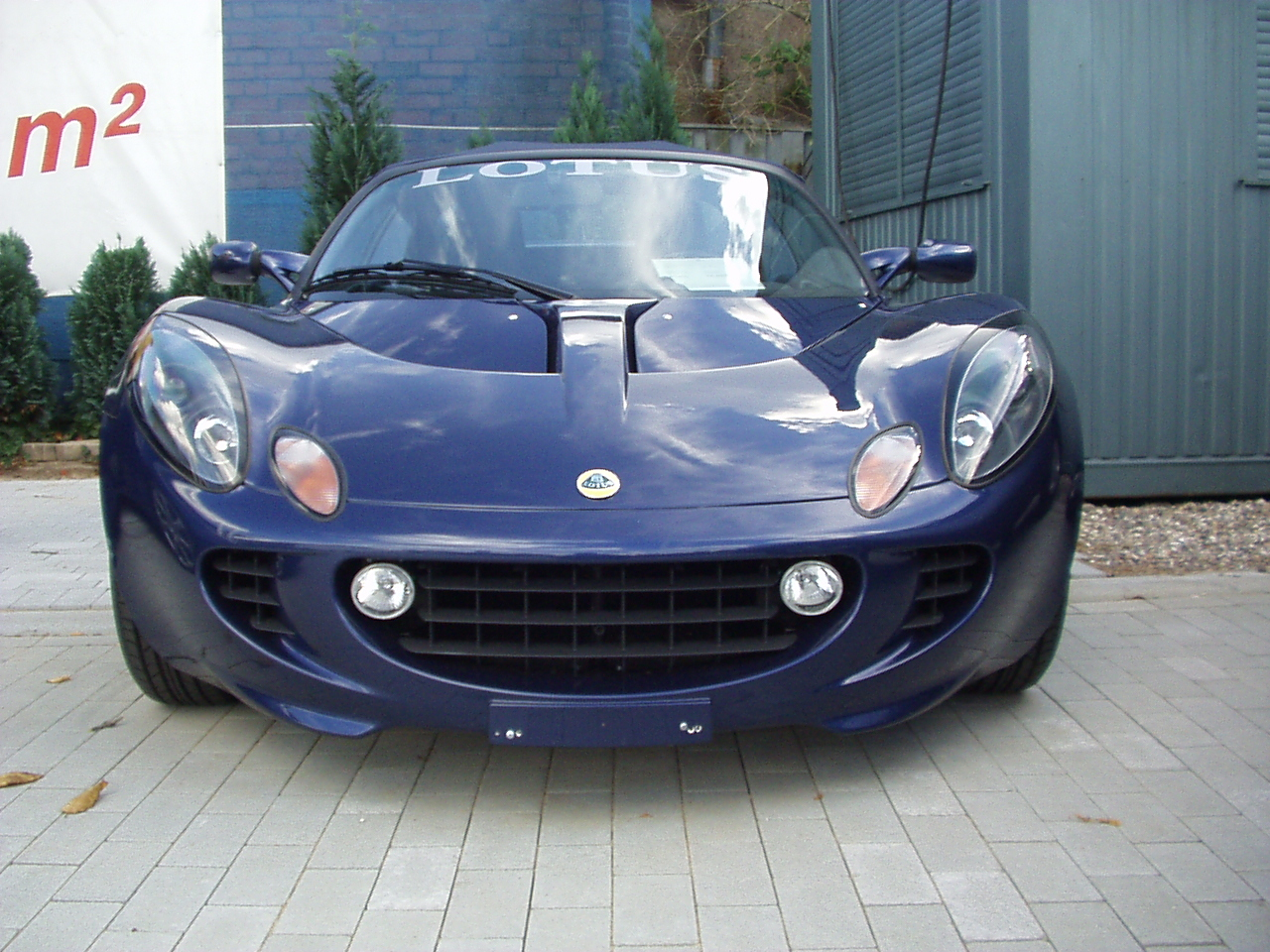
Elise S2 Frontansicht

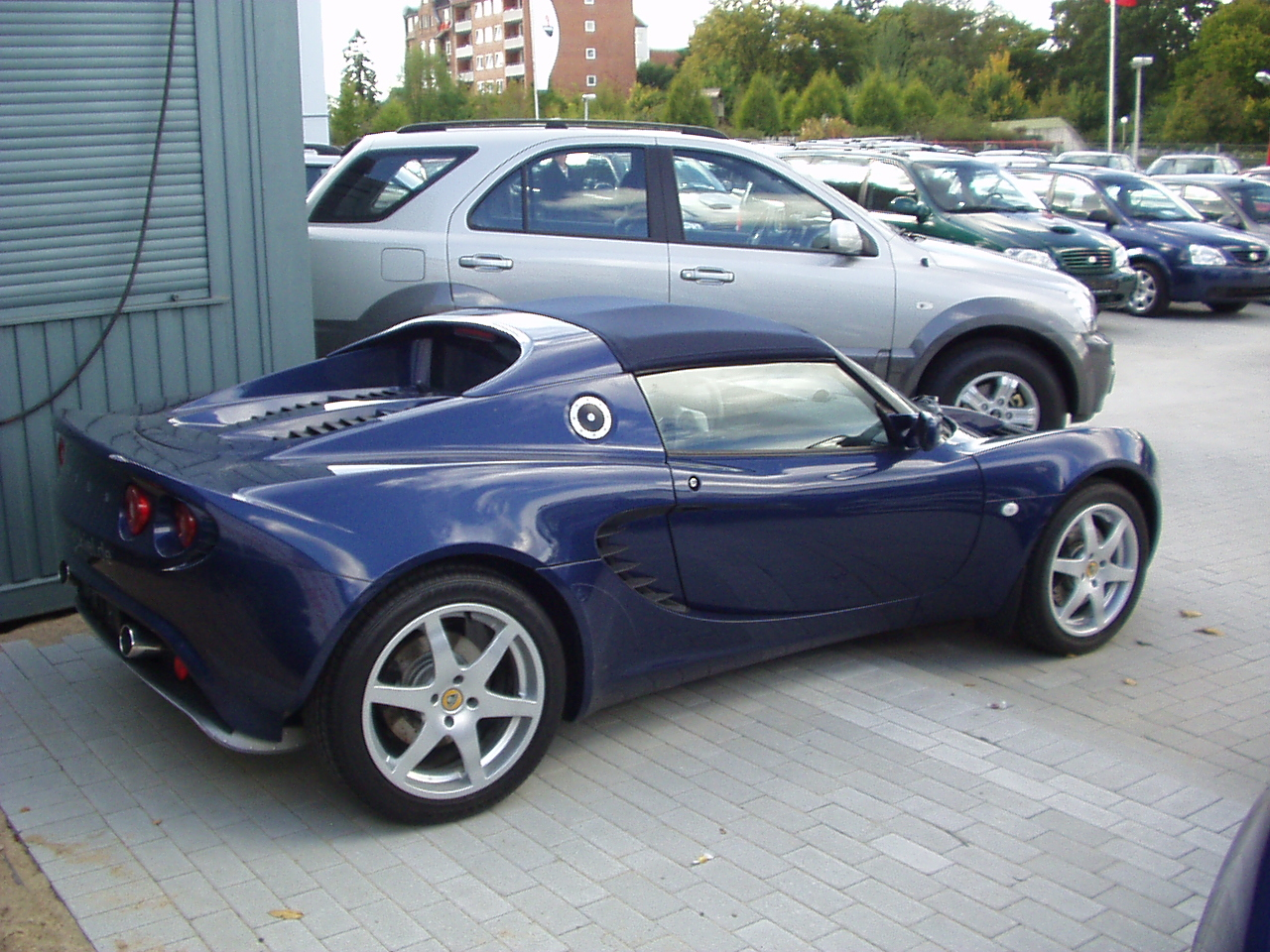
Elise S2 Seitenansicht

Die zweite Generation der Elise Serie II kam 2000 mit überarbeiteter Karosserie und überarbeitetem Fahrwerk auf den Markt. Sie hatte einen Rover-Motor mit 90 kW (122 PS). 2002 wurde zusätzlich ein zweites Modell der Elise, die Elise 111S, mit 156-hp-Rover-Motor auf den Markt gebracht.
Ab 2004 wurde die Variante Elise 111R mit einem 1,8-Liter-Motor von Toyota angeboten; mit seiner Mehrpunkteinspritzung leistete er 141 kW (192 PS). Rover konnte nach der Insolvenz keine Euro-3-Motoren mehr liefern. Daher wurde zum Modelljahr 2006 von Rover- auf Toyota-Motoren umgestellt.

### Modelljahr 2006
Zum Modelljahr 2006 wurden die Versionen Elise 111 und Elise 111S mit den Rover-Motoren komplett eingestellt. Die von Toyota-Motoren angetriebene Version Elise 111R wurde unverändert weitergebaut, jedoch in Elise R umbenannt.
Das neue Basismodell war ab 2006 die Elise S mit einem 100 kW (136 PS) leistenden Toyota-Motor.
Alle Toyota-Modelle erhielten serienmäßig ein Antiblockiersystem (ABS). Dazu musste Lotus die Frontpartie der Elise minimal überarbeiten, um den nötigen Platz zu schaffen. Auch wurde das Endrohr der Auspuffanlage bei allen Toyota-Modellen nach unten verlegt.

#### Lotus Elise SC (2008) / Modelljahr 2008
2008 kam das Topmodell der Elise Serie II auf den Markt und erhielt den Namen Elise SC (engl. „supercharged“ = aufgeladen). Verwendet wird der gleiche Toyota-Motor wie schon zuvor bei der Elise R. Mit Kompressoraufladung wurde jedoch eine Leistung von 163 kW (222 PS) sowie ein gleichmäßiger Antritt bei geringeren Drehzahlen erreicht. Das ergibt bei 903 kg Leergewicht ein Leistungsgewicht von 4,1 kg/PS. Für die Beschleunigung von 0 auf 100 km/h benötigt diese Elise nur 4,6 Sekunden. Die Elise SC erhielt als einziges Modell einen Heckflügel. Zudem erhielt die Elise SC serienmäßig geschmiedete Aluminiumräder und einen anderen Tank. Der Neupreis für die Elise SC begann in Deutschland bei ca. 50.000 Euro.

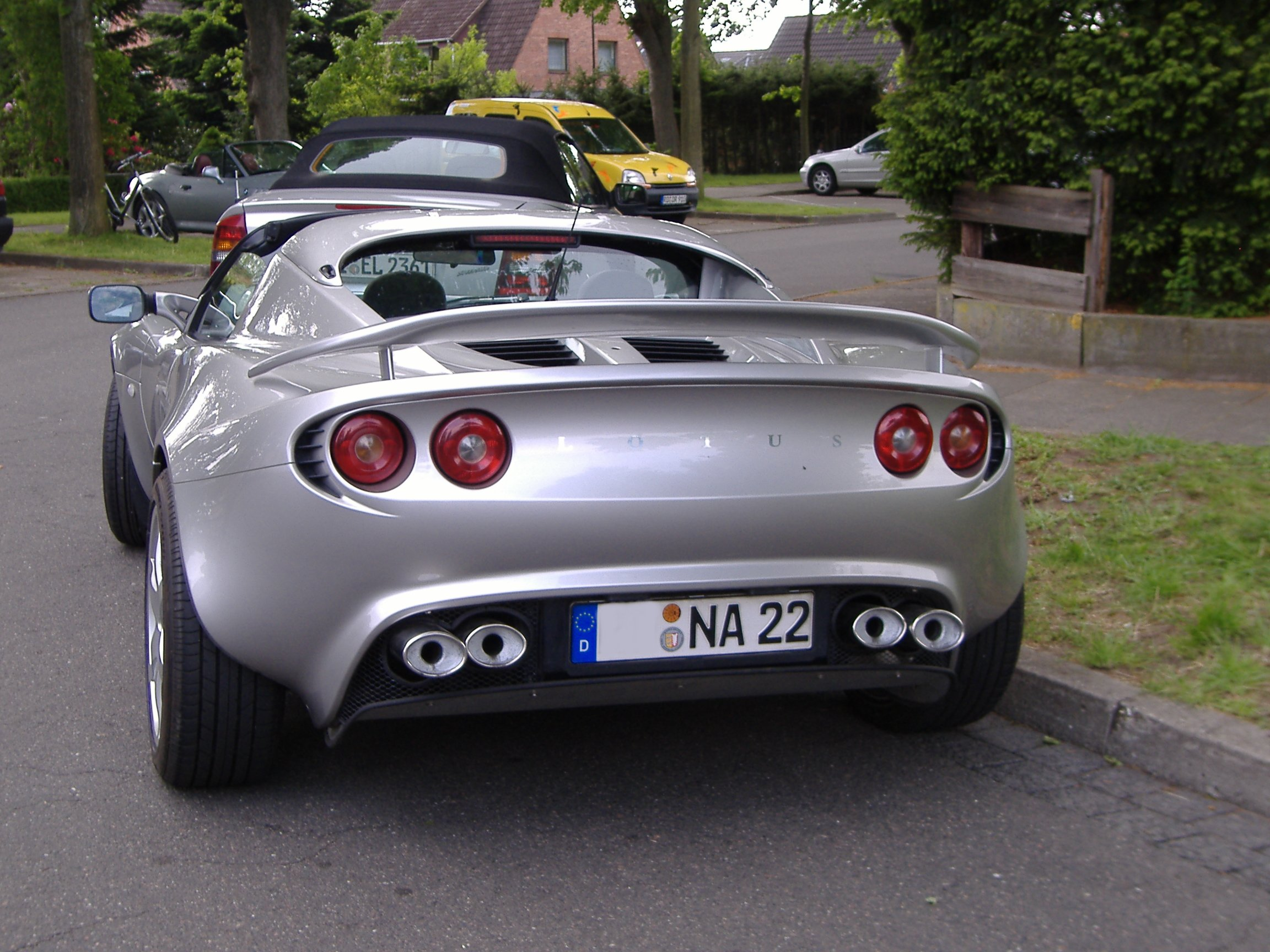
Lotus Elise S2 (Rover) Langdach Heckansicht

Das Modelljahr 2008 brachte für alle Modelle weitere Veränderungen, im Innenraum der Fahrzeuge. Serienmäßig wurde nun in Europa das zuvor schon in den USA verwendete Armaturenbrett mit Airbag für Fahrer und Beifahrer verwendet. Auch die Scheinwerfer und Rücklichter der Fahrzeuge wurden überarbeitet.
Die vier optionalen Ausstattungspakete der Elise, wurden auf die zwei Versionen „Touring-Paket“ und „Sport-Paket“ zusammengefasst. Zwischen den USA-Modellen und den Europamodellen gibt es Abweichungen unter anderem beim Touring-Paket. In den USA wurden beispielsweise die zusätzlichen Scheinwerfer des europäischen Touring-Pakets nicht angeboten.

#### Lotus Elise Club Racer (2009)
Auf Basis der Elise S bot Lotus zum Modelljahr 2010 den „Elise Club Racer“ mit dem bewährten 1,8-Liter-Motor und 100 kW (136 PS) an. Das Sondermodell war in vier Farbkombinationen erhältlich, die es bei Lotus schon in den 1960er-Jahren gab: Elite Yellow, Carbon Grey, Sky Blue und Old English White. Gleichzeitig erhielt das Modell eine besondere Club-Racer-Innenausstattung, die sich später auch in der Serie 3 ab Modelljahr 2010 wiederfindet. Das Sondermodell ist eine leichtere und günstigere Version der Elise mit anthrazitfarben eloxierten, sechsspeichigen Aluminiumrädern. In Deutschland kostete das Fahrzeug im Jahr 2009 33.125 Euro. Insgesamt wurden von diesem Sondermodell 137 Stück gebaut.

#### Sondermodelle 2000 bis 2010
In den Jahren 2000 bis 2010 wurden von der Elise Serie II verschiedene Sondermodelle bzw. in der Stückzahl limitierte Auflagen der Elise hergestellt. Zu jeder limitierten Auflage gibt es eine eigene Geschichte, die beispielsweise an frühere Lotus-Rennwagen, Rennerfolge oder das Firmenjubiläum erinnern soll.
- Elise Sport 190 von 2002
- Elise Type 25 von 2002
- Elise Type 49 von 2002 (Gold Leaf)
- Elise Type 72 von 2002 (John Player Special)
- Elise Type 23 von 2003
- Elise Type 99T von 2003
- Elise 135R von 2003
- Elise Sport 111 2003–2004
- Elise Sports Racer 2005
- Elise S 60th Anniversary von 2008
- Elise Type 72D von 2008 (John Player Special)
- Elise S Club Racer von 2009
- Elise R Facelift (1.8l, nur 80 Stück produziert) 2010–2011

##### Lotus Elise S 60th Anniversary (2008)
Zum 60. Firmenjubiläum im Jahr 2007 fertigte Lotus für das Modelljahr 2008 eine Sonderversion der Elise S. Diese setzt sich durch zahlreiche Details von der normalen Elise S des aktuellen Modelljahres ab. Dazu zählen die Sonderfarbe Burnt Orange, das serienmäßige Hardtop, ein lackierter Heckdiffusor und schwarz lackierte Räder, die Leder-Ausstattung mit orangefarbenen Nähten, die in Wagenfarbe lackierte Mittelkonsole sowie die ebenfalls in Wagenfarbe lackierten Außenteile. Die orangefarbig lackierten Bremssättel sind ein weiteres Merkmal des Sondermodells, ebenso wie eine Plakette im Innenraum, auf der die Fahrzeugnummer und die Gesamtstückzahl des Sondermodells notiert sind. Weiter sind auch länderspezifische Aufkleber erhältlich.
Die insgesamt 50 Fahrzeuge werden in folgender Stückzahl auf die einzelnen Staaten verteilt:
- Deutschland: 15
- Schweiz: 10
- Frankreich: 5
- Belgien: 5
- Italien: 6
- restliche Staaten Europas: 9
- Auf Großbritannien, die Heimat von Lotus, entfiel kein einziges Exemplar.

Um das 60-jährige Jubiläum und den erneuten Absatzanstieg um 9 % zu feiern, wurde das Fahrzeug mit einem Preisvorteil von 10 % verkauft. Die einzigen erhältlichen Extras waren eine Klimaanlage und die Lotus-Traktionskontrolle.
Die Verkaufspreise enthalten lokale Steuern und Auslieferungskosten:
- Deutschland: 39.995 Euro
- Schweiz: 58.600 CHF
- Frankreich: 40.200 Euro
- Italien: 40.800 Euro
- Belgien: 40.600 Euro
- Niederlande: 53.600 Euro

#### Prototypen

##### Lotus Eco Elise (2008)
Die Eco Elise ist ein Konzeptfahrzeug, das den Umweltschutz nicht in Bezug auf den CO2-Ausstoß des Motors angeht, sondern über die beim Fahrzeugbau verwendeten Materialien. Es wurden umweltfreundliche Materialien wie Hanf, Wolle, Sisal, neuartige wasserbasierten Lacke und ähnliches für die Karosserieteile verwendet, die neue bezahlbare umweltfreundliche Techniken zeigten.
Das Fahrzeug hat zudem eine Schaltempfehlungsanzeige. Der Wagen basiert auf einer 111S, wiegt aber 32 kg weniger. Allein die Leichtbauräder wiegen 15,8 kg weniger als die ohnehin leichten Standardräder der Elise. Weiteres Gewicht wird durch ein leichtgewichtiges Audiosystem von Alpine gespart, das durch die Verwendung leichter Lautsprecher und eines leichteren Bedienteils 1,5 kg weniger wiegt als eine normale Anlage.

## Serie 3 (2010–2021)

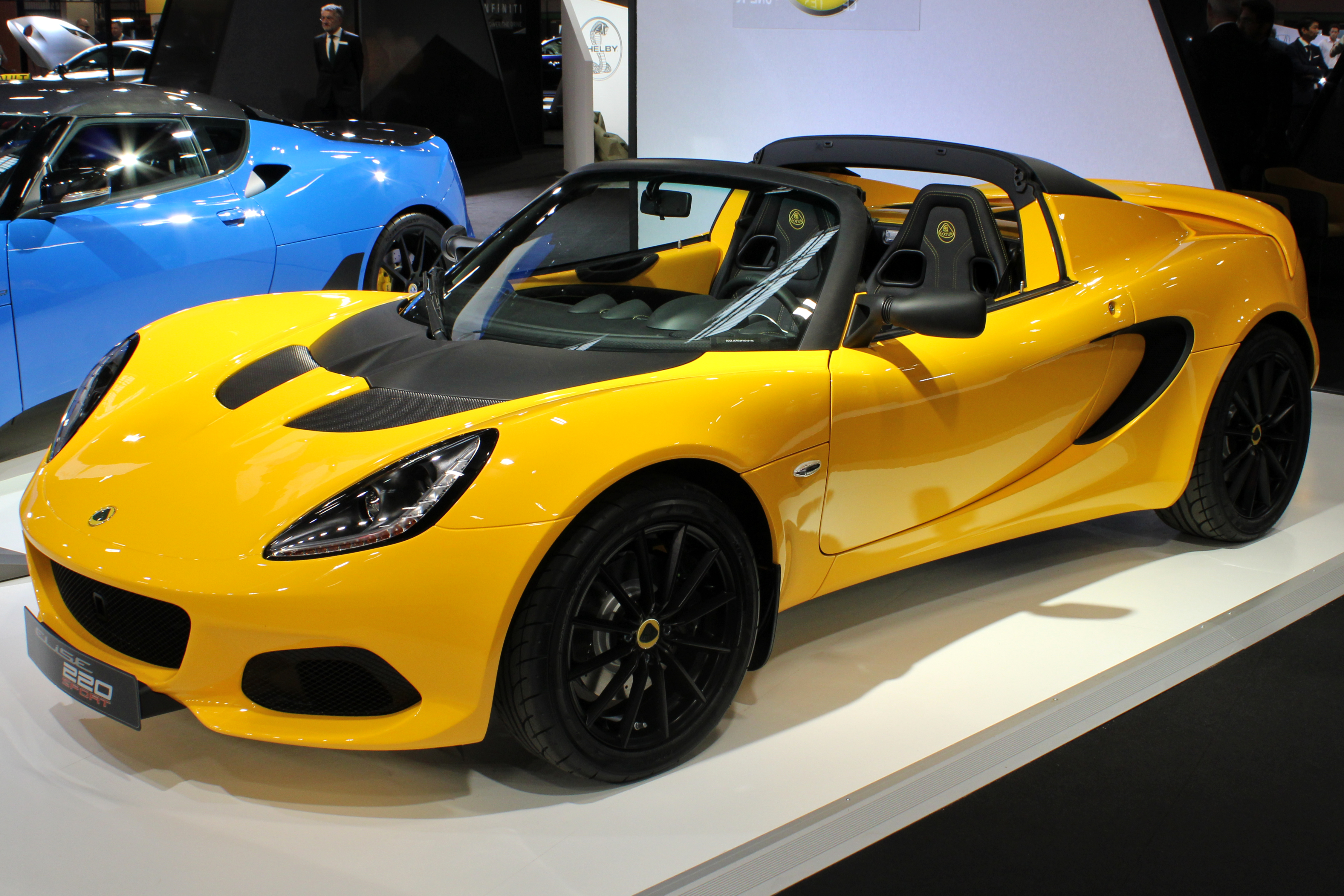
Lotus Elise Sport 220 (2015–2021)

Seit März 2010 ist die Serie 3 der Elise auf dem Markt. Das Modell wird teilweise auch als Facelift-Version bezeichnet. Die Karosserie wurde überarbeitet, unter anderem erhielt sie serienmäßig Leuchtdioden-Tagfahrscheinwerfer. Das Basismodell erhielt ab 2010 einen neuen Motor mit nur noch 1,6 Litern Hubraum, jedoch gleicher Leistung von 100 kW (136 PS). Er kam weiterhin von Toyota.
Die Karosserie wurde an verschiedenen Bereichen überarbeitet. Die Karosseriefront wurde verändert, die vorderen Blinker wurden weniger  auffällig gestaltet, es gab neue Scheinwerfer mit LED-Tagfahrlicht, die Plastiklamellen der Belüftungsöffnungen wurden gegen schlichtere Gitter ersetzt, die Zierlamellen am Heck des Fahrzeugs entfielen, die Motorhaube wurde geändert und der Diffusor am Heck überarbeitet.
Für das Modelljahr 2011 wurden in Deutschland nur zwei Modelle mit gleicher Motorisierung von 1,6 l mit 100 kW (136 PS) angeboten: Die Elise und die Elise CR (Club Racer), die das Konzept des ClubRacers von 2009 fortsetzt. Zusätzlich sind beide Modelle 2010 als „Black Edition“ oder „White Edition“ lieferbar.
In Großbritannien wird vorerst weiterhin eine Version der Elise S3 mit 142 kW (192 PS) und 162 kW (220 PS) angeboten, die jedoch in Deutschland aufgrund einer Gesetzesänderung bei Abgaswerten keine Neuzulassung mehr bekommen würde und daher in Deutschland ab Januar 2011 nicht mehr verkauft wird. In den USA führt im Jahre 2011 ebenfalls eine Gesetzesänderung im Airbagbereich zur vollständigen Einstellung des Verkaufs der Lotus Elise. Dort endet der Verkauf mit der Lotus Elise Final Edition.
Mit einer weiteren Modellpflege wurde die Herstellung der 142-kW-Version (192 PS) eingestellt und es kam 2012 auch für Deutschland ein Nachfolgemodell für die Elise SC auf den Markt, das erneut Elise S hieß. Den Namen Elise S trug nun nicht mehr die günstigste Version der Elise, sondern die 162 kW (220 PS) starke Nachfolgerin der Elise SC. Der Wagen erhielt einen neuen Motor von Toyota.
Es wurden 2012 drei Modelle angeboten: die Elise 1.6 mit 1,6 l Hubraum (100 kW/136 PS), das Sportmodell Elise S mit Kompressor (162 kW/220 PS) und das günstigste gewichtsreduzierte Modell Elise CR (Club Racer) mit dem Motor der Elise 1.6 (100 kW/136 PS).

### Elise Final Editions (2021)
Anfang 2021 kündigte Lotus an, die Baureihe einstellen zu wollen. Aus diesem Grund wurden noch zwei Varianten als Final Edition vorgestellt.

### Technische Daten
|                                             | Sport                  | Sport 220                          | Sport 240 Final Edition            | Cup 250                            | Cup 250 Final Edition              | Cup 260                            |
| Bauzeitraum                                 | 03/2010–08/2018        | 11/2015–02/2021                    | 02/2021–12/2021                    | 06/2016–02/2021                    | 02/2021–12/2021                    | 12/2017                            |
| Motorkenndaten                              |                        |                                    |                                    |                                    |                                    |                                    |
| Motortyp                                    | R4-Ottomotor           | R4-Ottomotor, kompressoraufgeladen | R4-Ottomotor, kompressoraufgeladen | R4-Ottomotor, kompressoraufgeladen | R4-Ottomotor, kompressoraufgeladen | R4-Ottomotor, kompressoraufgeladen |
| Hubraum                                     | 1598 cm³               | 1798 cm³                           | 1798 cm³                           | 1798 cm³                           | 1798 cm³                           | 1798 cm³                           |
| max. Leistung bei min−1                     | 100 kW (136 PS) / 6800 | 162 kW (220 PS) / 6800             | 179 kW (243 PS) / 7200             | 181 kW (246 PS) / 7200             | 183 kW (249 PS) / 7200             | 186 kW (253 PS) / 7200             |
| max. Drehmoment bei min−1                   | 160 Nm / 4400          | 250 Nm / 4600                      | 244 Nm / 3000–7000                 | 250 Nm / 3500–5000                 | 244 Nm / 3000–7000                 | 265 Nm / 5500                      |
| Kraftübertragung                            |                        |                                    |                                    |                                    |                                    |                                    |
| Antrieb                                     | Hinterradantrieb       | Hinterradantrieb                   | Hinterradantrieb                   | Hinterradantrieb                   | Hinterradantrieb                   | Hinterradantrieb                   |
| Getriebe, serienmäßig                       | 6-Gang-Schaltgetriebe  | 6-Gang-Schaltgetriebe              | 6-Gang-Schaltgetriebe              | 6-Gang-Schaltgetriebe              | 6-Gang-Schaltgetriebe              | 6-Gang-Schaltgetriebe              |
| Getriebe, optional                          | –                      | –                                  | –                                  | –                                  | –                                  | –                                  |
| Messwerte                                   |                        |                                    |                                    |                                    |                                    |                                    |
| Höchstgeschwindigkeit                       | 204 km/h               | 233 km/h                           | 237 km/h                           | 248 km/h                           | 248 km/h                           | 243 km/h                           |
| Beschleunigung, 0–100 km/h                  | 6,5 s                  | 4,6 s                              | 4,5 s                              | 4,3 s                              | 4,3 s                              | 4,2 s                              |
| Kraftstoffverbrauch auf 100 km (kombiniert) | 6,3 l Super            | 7,5 l Super                        | 7,8 l Super                        | 7,5 l Super                        | 7,8 l Super                        | 7,5 l Super                        |
| CO2-Emissionen (kombiniert)                 | 149 g/km               | 173 g/km                           | 177 g/km                           | 175 g/km                           | 177 g/km                           | 175 g/km                           |
| Tankinhalt                                  | 40 l                   | 40 l                               | 40 l                               | 40 l                               | 40 l                               | 40 l                               |

## Lotus 340R (Bj. 2000, 340 Stk.)

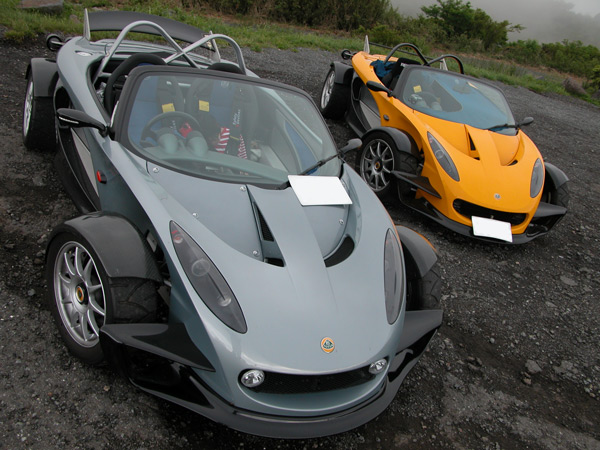
Lotus 340R

Das leichteste und am weitesten reduzierte Modell der Elise debütierte 2000 mit dem 340R mit 130 kW (177 PS). Es hat kein Dach, geschlossene Flanken ohne Türen, freistehende Räder und ein gekürztes Heck. Ursprünglich sollte sich der Name 340R auf das Verhältnis aus Nennleistung und Fahrzeugmasse in PS/t beziehen. Da aber nur 262 PS/t erreicht wurden, setzte man die Zahl in Bezug zur geplanten Stückzahl. Sein Gewicht liegt bei 635 kg. Eine britische Autozeitschrift ermittelte im Standardslalom mit einem Leitkegelabstand von 18 m die bislang höchste von einem Serienfahrzeug erreichte Geschwindigkeit von 78,4 km/h.

## Ableger
Die Elise ist technische Basis einer Reihe von Modellen verschiedener Marken:
- Der Lotus Exige als Coupéversion
- Der Lotus 2-Eleven als trackorientiertes Sportmodell ohne Türen und Windschutzscheibe
- Der Opel Speedster und seine Schwestermodelle Vauxhall VX220 und Daewoo Speedster wurden im Auftrag von General Motors bei Lotus entwickelt und produziert.
- Der Lotus Europa S ist als Gran Turismo weniger radikal konzipiert.
- Der Tesla Roadster ist ein von Lotus mitentwickeltes und produziertes Elektroauto.
- Der Dodge Circuit EV
- Der Melkus RS2000 wurde auf der IAA 2009 präsentiert.
- Der Rinspeed sQuba ist ein tauchfähiges Concept Car/Amphibienfahrzeug.
- Das Aerocar 2000 ist ein flugfähiger Prototyp von Aerocar Incorporated.
- Der PG Elektrus ist das zweite Elektroauto auf Basis der Lotus Elise.
- Der Hennessey Venom GT